# تونی نیس
تونی نیس (انگلیسی: Tony Nese؛ زادهٔ ۶ اوت ۱۹۸۵) کشتی‌گیر کشتی حرفه‌ای اهل ایالات متحده آمریکا است.